# Castrol
Castrol är ett varumärke för smörjmedel för fordon och industri som ingår i BP-gruppen. Castrol grundades 1899 i England av C.C. Wakefield & Co. I början av 1900-talet började bolaget producera motoroljor för bilar, motorcyklar, flygplan och tävlingsfordon. Namnet Castrol började användas 1909. 1966 togs bolaget över av Burmah Oil.